# Конюшина каштанова
{{#ifeq:0|0|{{#if:|{{#if:Trifoliumspadiceum|[[]}}|}}}}
Конюшина каштанова, конюшина темно-каштанова (Trifolium spadiceum) — вид рослин родини бобові (Fabaceae), поширений у більшій частині Європи та в Азії до зх. Сибіру й Ірану.

## Опис
Однорічна трав'яниста рослина 10–35 см завдовжки. Головки при плодах довгасті, з темно-коричневими квітками.

## Поширення
Поширений у більшій частині Європи та Азії (до зх. Сибіру й Ірану).
В Україні зростає на лісових і гірських луках, в долинах і ярах — в лісових районах і на півночі Лісостепу.